# دانيال جونز (وزير)
دانيال جونز (بالإنجليزية: Daniel Jones)‏ هو وزير أمريكي، ولد في 30 يونيو 1830 في ريدينغ في الولايات المتحدة، وتوفي في 25 ديسمبر 1891 في وينشستر في الولايات المتحدة.